# Erronkari
Erronkari (cooficialment en castellà Roncal) és un municipi de Navarra, a la comarca de Roncal-Salazar (Zaraitzu-Erronkari), dins la merindad de Sangüesa (Zangozako merindadea). Limita amb: Garde, Burgi, Bidankoze, Urzainki, Izaba i Uztarroze. Es divideix en els barris d'Arana, Castillo, Iriartea, Iriondoa i San Juan.

## Demografia
| Evolució demogràfica                                 | Evolució demogràfica | Evolució demogràfica | Evolució demogràfica | Evolució demogràfica | Evolució demogràfica | Evolució demogràfica | Evolució demogràfica | Evolució demogràfica | Evolució demogràfica | Evolució demogràfica |
| 1996                                                 | 1998                 | 1999                 | 2000                 | 2001                 | 2002                 | 2003                 | 2004                 | 2005                 | 2006                 | 2007                 |
| ---------------------------------------------------- | -------------------- | -------------------- | -------------------- | -------------------- | -------------------- | -------------------- | -------------------- | -------------------- | -------------------- | -------------------- |
| 364                                                  | 363                  | 368                  | 354                  | 349                  | 341                  | 325                  | 308                  | 303                  | 296                  | 286                  |
| Fonts: Erronkari i Institut d'Estadística de Navarra |                      |                      |                      |                      |                      |                      |                      |                      |                      |                      |

## Economia
L'economia es basa en una fàbrica de formatge, així com en la ramaderia i el turisme rural. Forma part de la vall de Roncal (Erronkaribar), regió on s'elabora oficialment el famós formatge d'Erronkari o roncal (Erronkariko gazta).

## Personatges cèlebres
- Julián Gayarre (Julian Gaiarre, 1844 - 1890), tenor de fama universal.
- Fructuoso Orduna, (1893 - 1973), escultor.
- Sebastián de Albero, (Sebastian Ramon Albero Añanos, 1722- 1756) compositor, organista, clavicembalista.